# Коломно (Тверская область)
Коло́мно — село в Вышневолоцком городском округе Тверской области. 

## География
Расположено в 20 км к северо-западу от Вышнего Волочка на автодороге «Москва — Санкт-Петербург» М10 (E 105). В Коломно от шоссе отходит дорога на Академический, и дальше на Боровно — Тубосс.
К северу от села — большое озеро Коломенское, к югу — несколько мелких озёр: Перегонное, Шитовское, Овиницкое.
Население по переписи 2002 года — 256 человека (124 мужчины, 132 женщины).

## История
Впервые упоминается в 1495 в Московской писцовой книге и относилось тогда к Новгородским землям.
В 1859 году в списке населённых мест Тверской губернии значится казённое село Коломна, 140 дворов, 891 житель. Во второй половине XIX — начале XX века село было центром прихода Дорской волости Вышневолоцкого уезда. По данным 1886 года в селе Коломна 176 дворов, 1087 жителя. В это время здесь земское училище (открыто в 1863 году), трактир, винная и ведёрная лавки, 3 мелочные лавки, 3 кузницы. Жители занимались промыслами: кузнечным, лесозаготовкой, извозом, рыболовством, торговлей. В конце XIX века в Коломно основан стекольный завод (выпускал лампы, ламповое стекло, колпаки, оконные стекла).
В 1920 году Коломно — центр одноимённого сельсовета Дорской волости Вышневолоцкого уезда, население по переписи — 624 жителя. С 1935 года — центр сельсовета в составе Вышневолоцкого района Калининской области.
В 1997 году в селе 172 хозяйств, 314 жителей, администрация сельского округа, АО «Мстинское», неполная средняя школа, ДК, библиотека, медпункт, отделение связи, магазин.
До 2019 года село являлось центром Коломенского сельского поселения.

## Население
| 1859 | 1886  | 1897 | 1920 | 1997 | 2002 | 2010 |
| ---- | ----- | ---- | ---- | ---- | ---- | ---- |
| 891  | ↗1087 | ↘833 | ↘624 | ↘314 | ↘256 | ↘218 |